# Pegarinhos
Pegarinhos is een plaats (freguesia) in de Portugese gemeente Alijó en telt 575 inwoners (2001).